# عیلی

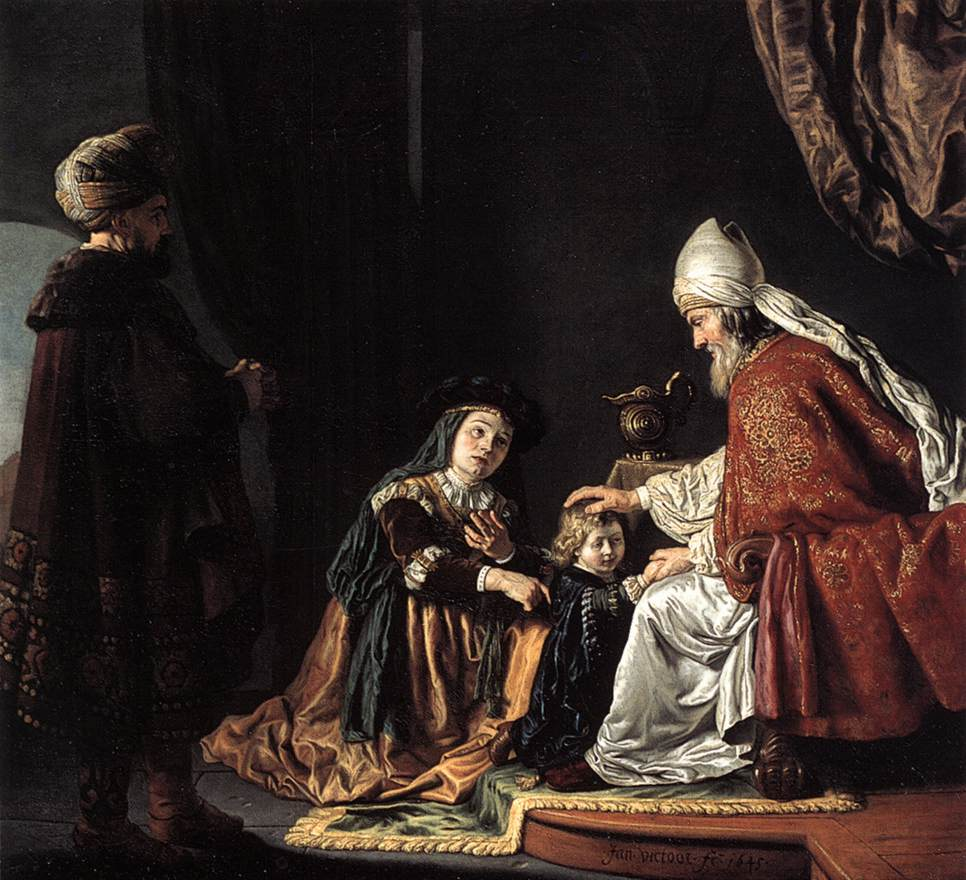
نگاره‌ای از سال ۱۶۴۵ نگاشته یان ویکتورس که در آن حنا به پسر خود سموئیل که در سمت راست نشسته نسخه‌ای از کتاب ایلای را اهدا می‌کند.

ایلای یا عیلی در عبری یعنی بلندمرتبه از داوران عهد عتیق بود که نام وی در کتاب‌های سموئیل آمده‌است. چشم‌هایش به سبب پیری تار شده بود.پسران ایلای ، حفنی و فینحاس نام داشتند. و از بنی بلعال (دسته‌ای از مطرودین) بودند و «خداوند» آن‌گونه که در این کتاب‌های دینی توصیف شده را نپذیرفتند.